# Ufa (folyó)
A Ufa (oroszul: Уфа; baskír nyelven Karidel, Каридель) folyó Oroszország európai részén, az Urál-hegység és előhegyeinek egyik leghosszabb folyóvize, a Volga vízrendszeréhez tartozó Belaja legnagyobb, jobb oldali mellékfolyója.

## Földrajz
Hossza: 918 km, vízgyűjtő területe: 53 100 km², évi közepes vízhozama a torkolatnál: 388 m³/s.
A Cseljabinszki terület északnyugati és a Szverdlovszki terület délnyugati részén, valamint Észak-Baskírián folyik keresztül. Az Urál nyugati lejtőin, az Uraltau-hegységben lévő kis Ufimszkoje- (Ufai-) tóból ered. Innen előbb északnyugat felé tart, majd Krasznoufimszk várostól déli irányban folyik tovább. Baskíria területére érve az Aj-folyó torkolatánál délnyugati irányt vesz, medre lejjebb a Pavlovkai-víztározóban folytatódik, majd Ufa város felett a Belaja folyóba torkollik.
Felső szakaszán hegyi folyó. Szűk, mélyen bevágott völgyben folyik, medre kezdetben 20 m, később 40–100 m széles és legfeljebb 1,75 m mély. Krasznoufimszk után a folyó egy kiterjedt karsztvidék, az Ufimszki- (Ufai-) plató 350–450 m magas hegyein vágja át magát, ahol meredek, fenyvesekkel borított partok között kanyarog, majd a víztározó előtti szakaszon folyása lelassul.
A víztározó utáni alsó folyásán medre 140–200 m széles és 2-2,5 m mély, továbbra is kanyargós, de már alacsonyabb partok között éri el torkolatát.
Az Ufa október vége és december eleje között befagy, áprilisban, május elején felenged. Túlnyomórészt hóolvadékból, nyáron és ősszel főleg felszín alatti vizekből, kisebb részben esővízből táplálkozik. A torkolattól a víztározón át kb. 300 km-ig, magasvíz idején jóval tovább is hajózható.

## Mellékfolyók
Fontosabb mellékfolyói:
- jobbról: a Biszerty és a Tyuj;
- balról: az Aj (549 km) és a Jurjuzany (404 km, a Pavlovkai-víztározóba torkollik.

## Városok, víztározók

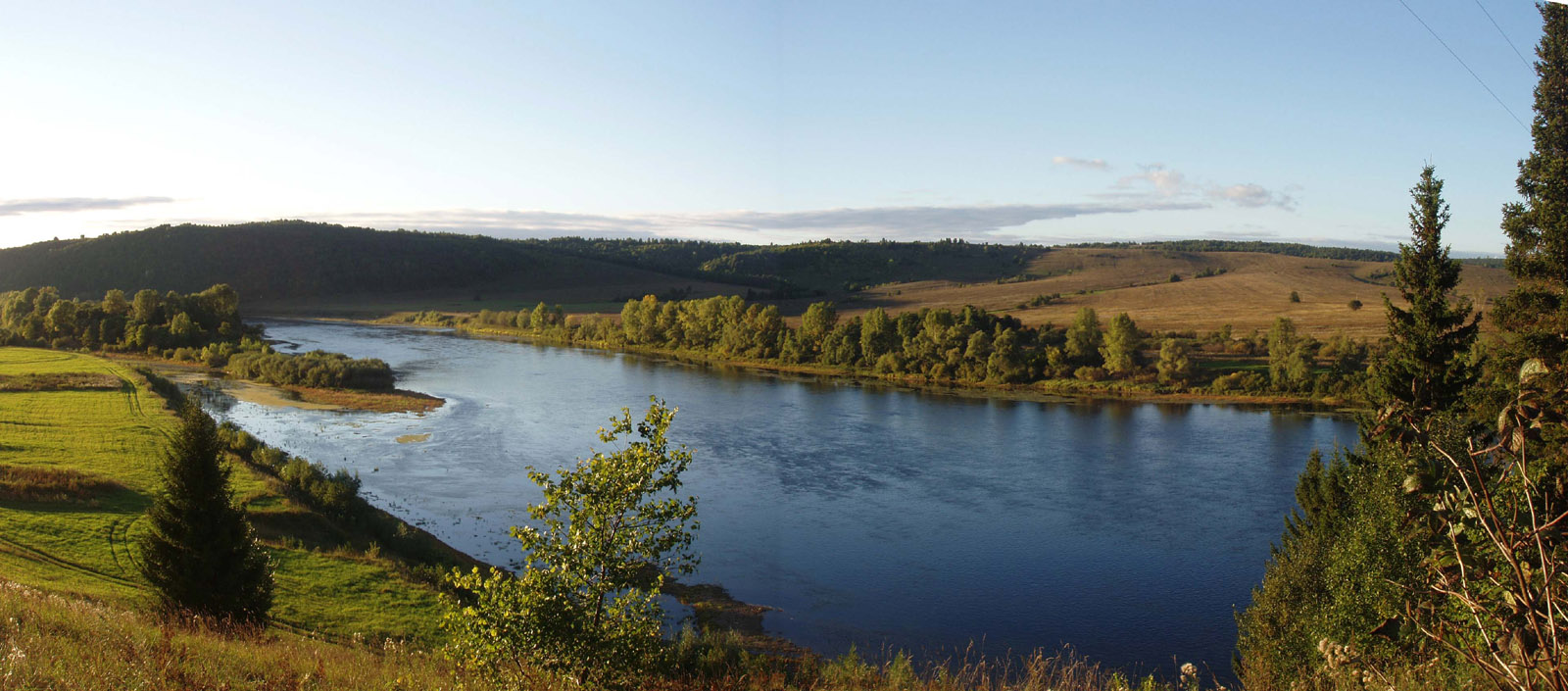
Az Ufa kanyarulata ősszel. Irkenlek falu, Nurimani járás, Baskíria.

- Krasznoufimszk
- Ufa (a torkolat mellett)

A folyó felső szakaszán két kisebb víztározó létesült (Nyazepetrovszknál és Dolgobrodszknál) a szomszédos iparosodottabb körzetek vízellátásának pótlására, utóbbi azonban máig befejezetlen.
A Pavlovkai-víztározó részben az itt épített 166 MW-os vízerőmű igényeit, részben szintén a vízellátást szolgálja. Baskíria legnagyobb állóvize: 150 km hosszú, 11,8 m közepes mélységű, szélessége nem haladja meg a 2 km-t. Partján nincsenek nagyobb ipari üzemek, a környező üdülők szennyvize azonban jelenleg még tisztítás nélkül kerül a tóba.